# Ala-Siili
Ala-Siili är en sjö i kommunen Pieksämäki i landskapet Södra Savolax i Finland. Sjön ligger 113,2 meter över havet. Arean är 2,1 kvadratkilometer och strandlinjen är 20,65 kilometer lång. Sjön  ingår i Kymmene älvs huvudavrinningsområde.   Den ligger omkring 68 kilometer norr om S:t Michel och omkring 260 kilometer norr om Helsingfors. 
I sjön finns öarna Liisansaari, Kuivasaari, Huiskasensaari och Lehtosaari. 